# Funston
Funston és una població dels Estats Units a l'estat de Geòrgia. Segons el cens del 2000 tenia 426 habitants.

## Demografia
Segons el cens del 2000, Funston tenia 426 habitants, 155 habitatges, i 121 famílies. La densitat de població era de 140,6 habitants/km².
Dels 155 habitatges en un 38,1% hi vivien nens de menys de 18 anys, en un 60% hi vivien parelles casades, en un 14,8% dones solteres, i en un 21,9% no eren unitats familiars. En el 17,4% dels habitatges hi vivien persones soles el 8,4% de les quals corresponia a persones de 65 anys o més que vivien soles. El nombre mitjà de persones vivint en cada habitatge era de 2,75 i el nombre mitjà de persones que vivien en cada família era de 3,15.
Per edats la població es repartia de la següent manera: un 29,8% tenia menys de 18 anys, un 5,9% entre 18 i 24, un 31,7% entre 25 i 44, un 19,5% de 45 a 60 i un 13,1% 65 anys o més.
L'edat mediana era de 33 anys. Per cada 100 dones de 18 o més anys hi havia 90,4 homes.
La renda mediana per habitatge era de 25.625 $ i la renda mediana per família de 27.188 $. Els homes tenien una renda mediana de 22.266 $ mentre que les dones 17.656 $. La renda per capita de la població era de 12.473 $. Entorn del 22% de les famílies i el 22,3% de la població estaven per davall del llindar de pobresa.

## Poblacions més properes
El següent diagrama mostra les poblacions més properes.